# Rusko-perzijska vojna (1804–1813)

Rusko-perzijska vojna je bila vojna med Ruskim in Perzijskem imperijem, ki se je začel zaradi teritorialnega spora glede jugozahodne obale Kaspijskega morja in Zakavkazja. Vojna se je končala z rusko zmago.